# Hiroshi Iwasaki
Hiroshi Iwasaki (岩崎 ひろし Iwasaki Hiroshi, 29 de mayo de 1953, Prefectura de Saitama) es un seiyū japonés. Ha participado en series como Sailor Moon Crystal, One Piece, Sora no Otoshimono y Tiger & Bunny, entre otras.

## Roles Interpretados

### Series de Anime
- Arc the Lad como Gallarno
- Beelzebub como Ittōsai Kunieda y Takahashi
- Cowboy Bebop como Julius
- Demashita! Powerpuff Girls Z como Fever Man
- Donten ni Warau como Chenran Shi
- El Ceniciento como Roberto de Panini
- Gallery Fake como Kichie
- GeGeGe no Kitarō (2007) como Tsuji-Gami
- Golgo 13 como Terry Burton
- Hero Bank como Musaku Nagata
- Hi no Tori como Ritan
- Hitsugi no Chaika como Clay Morgan
- La Escuela del Terror como Fukurou-jiisan
- Mononoke como Jutarou Fukuda
- Mugen Senki Portriss como Oneida
- Naruto como Shukaku
- Naruto Shippūden como Shukaku y Banna
- One Piece como Bearsy, Caroline, el Doctor Hogback y Kurozumi Orochi.
- PoPoLoCrois como Chinsan Jr. y Sabor-sensei
- RoboDz Kazagumo Hen como Elder
- Shingeki no Bahamut Genesis como Bacchus
- Shōwa Genroku Rakugo Shinjū como el Maestro Bunchou (ep 4) y el Maestro Pe-suke (ep 3)
- Smile PreCure! como Akaoni
- Sora no Otoshimono como el abuelo de Tomoki y el padre de Mikako
- Tiger & Bunny como el Doctor Saito
- Toriko como Guemon
- Nanatsu no Taizai: Imashime no Fukkatsu como Galand

### OVAs
- Dragon Ball Z Gaiden: Saiyajin Zetsumetsu Keikaku como el Dr. Raichi
- Sora no Otoshimono como el abuelo de Tomoki

### ONAs
- Flag como Christan Berouki
- Mahō Shōjo Tai Arusu: The Adventure como Jester
- Sailor Moon Crystal como Wiseman

### Especiales de TV
- One Piece: La historia de detectives del jefe Luffy Sombrero de Paja como Bearsy y el Doctor Hogback

### Películas
- Dragon Age: Blood Mage no Seisen como Frenic
- Umi no Aurora como Takashi Suematsu

### Videojuegos
- Crash Nitro Kart como Geary
- Dark Chronicle como el Rey Marden y Gerard
- Dragon Quest VIII como el Rey Trode
- Final Fantasy X como Yo Mika
- Jak and Daxter: The Precursor Legacy como Blue Sage
- Jak II como Brutter
- Kingdom Hearts Birth by Sleep como el Gran Duque
- Naruto: Ultimate Ninja 3 como Shukaku
- Naruto: Ultimate Ninja Storm como Shukaku
- Rage of Bahamut: Virgin Soul como Bacchus
- Ratchet & Clank: Armados hasta los dientes como el Emperador Percival Tachyon
- Tiger & Bunny: On-Air Jack! como el Doctor Saito
- Fallout 4 como el protagonista / Nate y cosdworth

### Doblaje
- Adventure Time como Earl of Lemongrab
- Atomic Betty como Máximo I.Q.
- Cars como Strip Weathers "El Rey"
- El Señor de los Anillos: el retorno del Rey como Déagol
- Inteligencia artificial como Lord Johnson-Johnson
- Kim Possible como Duff Killigan
- Los padrinos mágicos como Denzel Crocker
- Star Wars como C-3PO
- The Boondocks como Uncle Ruckus
- Transformers como Bumblebee
- Transformers: el lado oscuro de la luna como Leadfoot